# Germaine Will
Pour les articles homonymes, voir Will.
Germaine Will est une enseignante française d'anglais née Favre en 1913 et morte en 1995.

## Biographie
Fille de César Favre, ouvrier horloger chez Patek Philippe, et d'une couturière, Germaine Favre naît à Genève le 28 février 1913. Elle grandit dans la ferme de sa grand-mère, à Marcellaz-en-Faucigny, aux côtés de son cousin Émile Hudry. Se faisant remarquer dès son enfance par sa « vive intelligence », elle fait ses classes à Genève. À partir de 1925, son éducation est prise en main par les parents d'Émile Delavenay, instituteurs, avant qu'elle ne rejoigne l'école primaire de Thonon-les-Bains ; là, elle apprend le latin et passe le baccalauréat.
En 1929, alors que sa famille est touchée par la Grande Dépression, elle entre en classes préparatoires à Lyon, où elle se spécialise en anglais ; admissible en khâgne, elle fait sa khûbe au lycée Louis-le-Grand, où elle peut compter de sa meilleure amie, Simone Bitry. En 1933, elle est admise à l'École normale supérieure. Elle est l'une des 41 élèves féminines de l'établissement, avant que le concours ne soit interdit aux femmes après 1940. Dès sa 2e année d'école, elle est assistante au Bedford College, puis devient assistant lecturer en français au Newham College of Further Education (en).
Reçue 2e à l'agrégation d'anglais en 1937, et alors qu'elle doit aider sa mère devenue veuve, elle n'entreprend pas de recherches comme le lui suggère Louis Cazamian. Elle préfère intégrer l'enseignement secondaire et est nommée au lycée de Saint-Just. Après une année, elle déclare une tuberculose qui nécessite un an de repos en Haute-Savoie.
En 1939, elle peut être nommée au lycée Thiers,. Fiancée depuis 1937 à Ernest Will, son camarade de Louis-le-Grand puis de l'ENS, elle l'épouse le 9 mai 1940 alors qu'il est en permission. Installés à Oullins, où ils connaissent « une fin de guerre agitée », ils auront un fils et deux filles. Elle retrouve quelque temps après le lycée de Saint-Just.
En 1946, elle suit son mari à Beyrouth, et devient enseignante au Collège protestant français. Elle effectue des « promenades archéologiques » à Damas et à Palmyre. De retour en France en 1951, elle est mutée au lycée pilote de Sèvres. Elle y donne des conférences sur les écrivains contemporains français, anglais et américains, et dispense eu parallèle des cours de langue et civilisation français au Centre américain ; elle s'occupe également de l'éducation de ses enfants et soigne sa mère atteinte de la maladie d'Alzheimer. Elle fait naître de multiples vocations d'anglicistes. Elle prend sa retraite en 1967.
Dans le cadre des responsabilités de son époux, elle continue ses séjours au Liban, écourtés une fois la guerre civile commencée ; elle y revient pour la dernière fois en mai 1980. Bien que sa santé se détériore, elle continue à se tenir au courant des développements de la littérature anglaise. Agnostique, républicaine et socialiste convaincue, elle demeure une « observatrice perspicace de la vie nationale et internationale ». Ayant aménagé un ancien presbytère à Châteaudouble, elle y meurt le 26 août 1995.